# Tête d'Oliver Cromwell
Vous lisez un « bon article » labellisé en 2013.

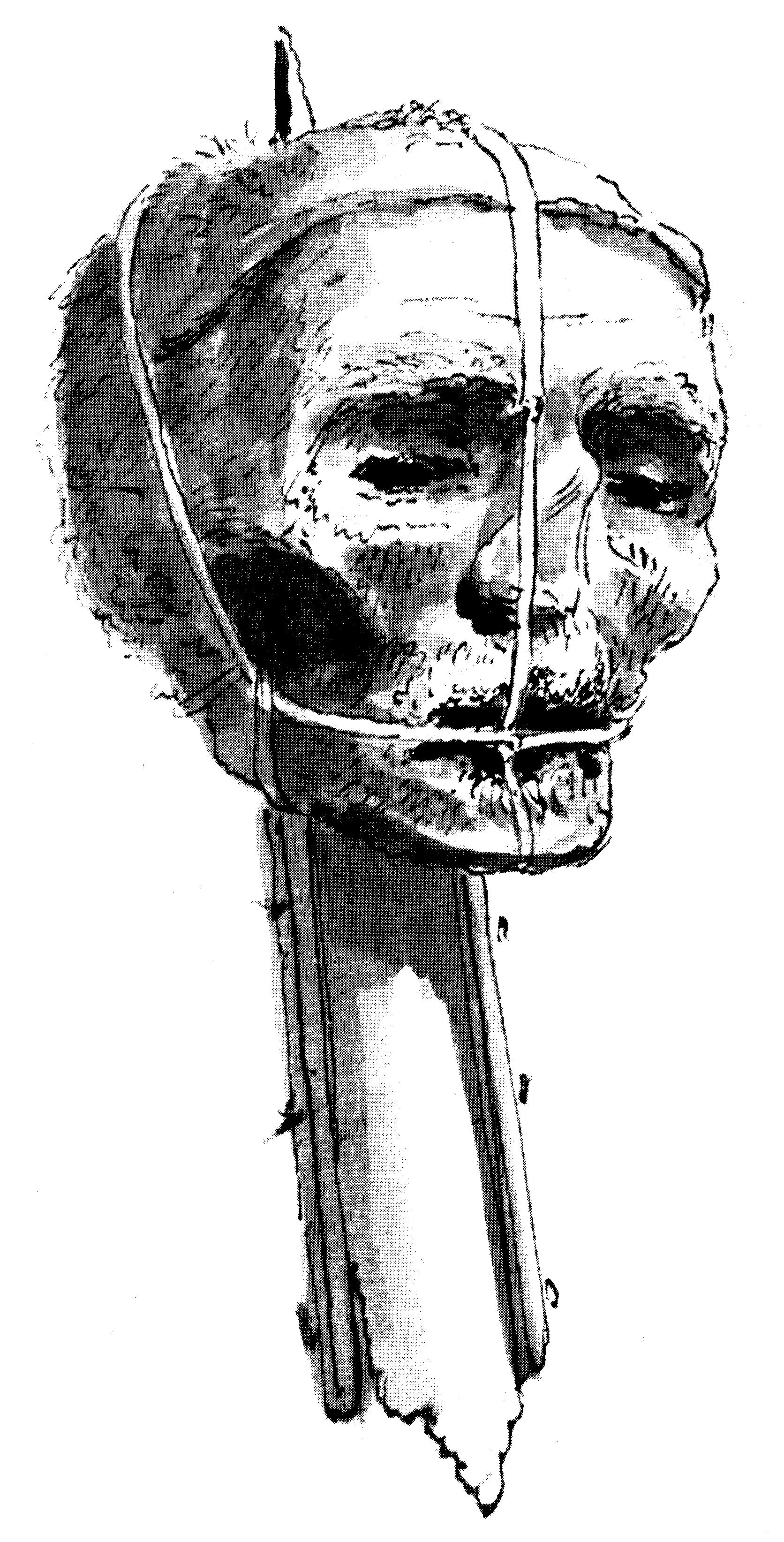
Une représentation du XVIIIe siècle de la tête d'Oliver Cromwell, empalée.

La tête d'Oliver Cromwell est une relique dont la valeur symbolique changea avec le temps. Elle passa dans plusieurs mains de 1685 à 1960. Son authenticité fut remise en question et une étude scientifique fut entreprise dans les années 1930, qui ne parvint pas à confirmer ou infirmer son authenticité.
Après la mort d'Oliver Cromwell, le 3 septembre 1658, celui-ci eut droit à une cérémonie funèbre publique à l'abbaye de Westminster, à la manière des rois qui l'avaient précédé. Après avoir défait et exécuté le roi Charles Ier pendant la Première Révolution anglaise, Cromwell était devenu Lord Protecteur, dirigeant du Commonwealth d'Angleterre. Lui succéda alors son fils, Richard Cromwell, qui, bientôt, fut renversé par l'armée en 1659, après la réinstallation de la monarchie et le rappel de Charles II, alors en exil. Le parlement de Charles ordonna l'exhumation de la dépouille de Cromwell de l'abbaye de Westminster, en plus de celles d'autres régicides, dont John Bradshaw et Henry Ireton, pour une exécution posthume, à Tyburn. Après les avoir pendus et laissés suspendus « du matin à quatre heures de l'après-midi », les corps furent découpés et les têtes empalées sur des piques de six mètres, au-dessus du palais de Westminster. En 1685, une tempête brisa la pique, jetant la tête à terre, après quoi elle circula des mains de collectionneurs particuliers à celles de propriétaires de musées, jusqu'au 25 mars 1960, jour où elle fut enterrée au Sidney Sussex College de Cambridge.
Fichée au bout de sa pique au-dessus de l'horizon londonien, la tête constituait un puissant avertissement pour les spectateurs. Au XVIIIe siècle, elle devint une curiosité, une relique. Elle fut admirée, fustigée, puis niée, considérée comme fausse. Après que Thomas Carlyle eut nié l'existence de la tête, déclarant qu'il s'agissait d'une « rumeur frauduleuse » et, après l'apparition d'un nouvel individu prétendant posséder la tête, des analyses scientifiques et archéologiques furent menées, dans le but d'en identifier l'origine. Des tests sans résultats tangibles aboutirent à un rapport détaillé de Karl Pearson et de Geoffrey Morant concluant, qu'après une étude approfondie de la tête et d'autres indices et preuves, l'appartenance de la tête à Cromwell était une « certitude morale ».

## Contexte

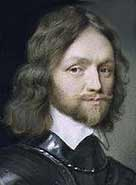
Henry Ireton, à qui Cromwell confia le commandement des forces du Parlement d'Irlande en 1650. Il mourut d'une maladie, au siège de Limerick, en 1651.

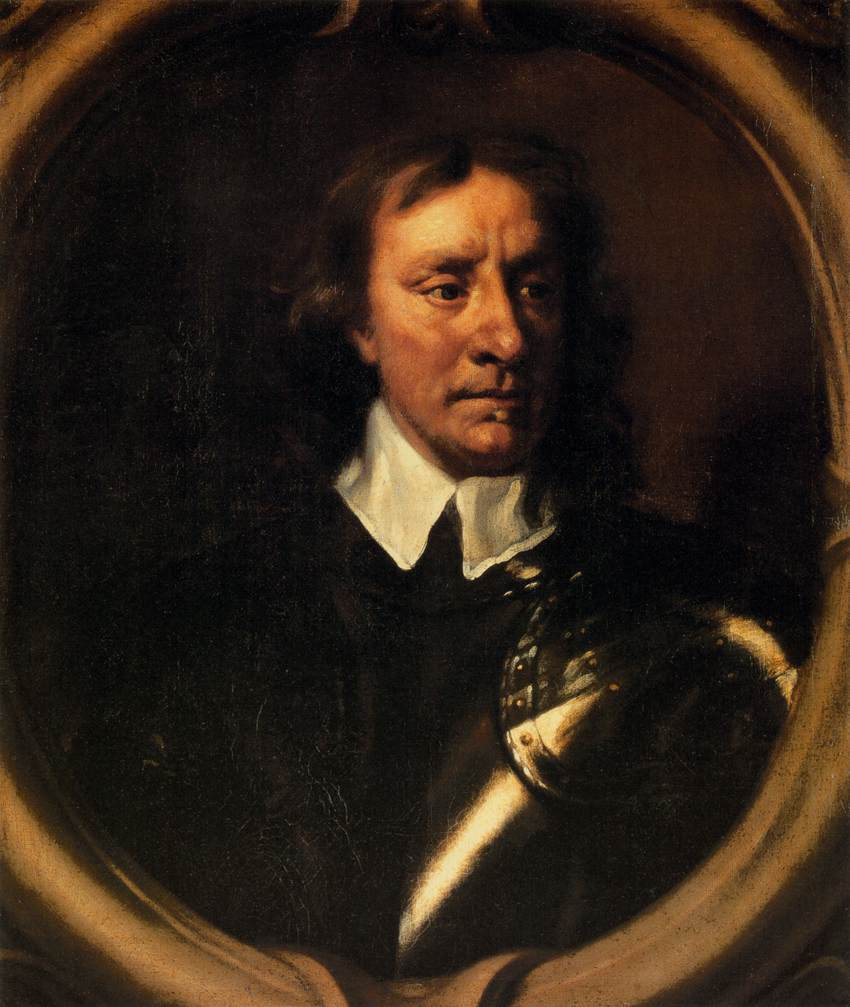
Oliver Cromwell, par Sir Peter Lely.

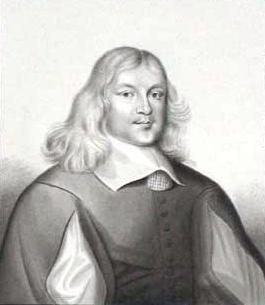
John Bradshaw.

Oliver Cromwell (né en avril 1599) fit de l'Angleterre une république, abolissant la monarchie et la Chambre des lords, après l'exécution de Charles Ier, en janvier 1649. Cependant, le règne de Cromwell, en tant que Lord Protecteur (qui débuta en décembre 1653), n'était pas différent de celui de son prédécesseur. Il se maintint seul, au pouvoir illimité, et vécut dans plusieurs palais royaux qui, autrefois, hébergèrent l'ancienne dynastie régnante. En 1657, le parlement lui offrit solennellement le titre de roi mais, après « une agonie de conscience », il le refusa. Durant l'année 1658, Cromwell souffrait de maladie et de tragédies personnelles, le laissant faible. Il mourut l'après-midi du 3 septembre 1658.
Sa mort et ses funérailles suivirent le même protocole que celui qui était accordé aux monarques. Le 20 septembre 1658, son corps fut déplacé à Somerset House où il fut exposé allongé, afin de le présenter aux yeux du public qui fut autorisé à rendre hommage à sa dépouille, le 18 octobre. Le corps avait été embaumé, couvert et installé dans un cercueil de plomb qui, lui-même, fut placé dans un cercueil de bois, orné richement. Le tout fut placé près d'une statue à son effigie, décorée des symboles royaux, incluant « Un tissu de velours … entouré d'un lacet fait d'or, en plus de fourrures d'hermines ». La procession funèbre, reportée par deux fois tant elle fut élaborée avec soin, traversa Londres, le 23 novembre 1658. Le corps avait déjà été enterré à l'abbaye de Westminster, deux semaines avant l'évènement, pour prévenir les risques de décomposition, la procession funèbre ayant lieu trois mois après sa mort. Un catafalque fut érigé, afin d'abriter ce cercueil qui ressemblait à celui du roi Jacques Ier, étant seulement « plus artistique et plus onéreux ».
Le corps de Cromwell demeura intact jusqu'à la Restauration anglaise, sous l'égide du fils de Charles, Charles II, en 1660. Après leurs procès, douze des régicides survivants (ceux ayant participé au procès et à l'exécution de Charles Ier) furent pendus, traînés dans les rues et équarris,  c'est-à-dire traînés dans les rues par une claie jusqu'à la potence, pendus par le cou, éventrés vivants, étêtés et démembrés (coupés en quatre quartiers). De plus, le parlement reformé ordonna l'exécution posthume des défunts Oliver Cromwell, John Bradshaw et Henry Ireton. Les lois relatives à la trahison placent la dépouille d'un traître entre les mains du roi. Les têtes des traîtres étaient souvent exposées sur des ponts, la Tour de Londres, ou encore d'autres points d'affluence de la ville, alors que les quartiers étaient souvent expédiés dans différentes villes de provinces voisines.
Caché dans le mur de l'aile centrale de la chapelle d'Henri VII, le corps de Cromwell fut laborieusement extrait tant le bois et les vêtements furent difficiles à déplacer. Le 28 janvier 1661, les corps de Cromwell et Ireton furent déplacés au Red Lion Inn à Holborn, rejoints, le jour suivant, par la dépouille de Bradshaw, avant d'être emmenés à Tyburn pour l'exécution. Au matin du 30 janvier 1661, date de l'anniversaire de Charles Ier, les corps enturbannés dans leurs cercueils ouverts furent traînés par une charrette jusqu'au gibet, où chacun fut pendu devant une foule nombreuse, aux environs de quatre heures de l'après-midi. La tête de Cromwell fut arrachée en étant bastonnée huit fois, empalée sur une pique de six mètres, et plantée au-dessus du Westminster Hall. Il existe une quantité de théories conspirationnistes qui s'interrogent sur le sort du corps. Une rumeur émet la possibilité que Mary, la fille de Cromwell, l'aurait subtilisé après la décapitation et enterré dans le jardin de la demeure de son mari, à Newburgh Priory. Une crypte, scellée par un rocher massif, fut suspectée d'héberger les restes de Cromwell, mais les descendants de Cromwell refusèrent les demandes d'ouverture, dont une d'Édouard VII. Le biographe John Morill déclara qu'il était fort probable que le corps de Cromwell eût été jeté dans une fosse, à Tyburn, où il resta.

## Parcours

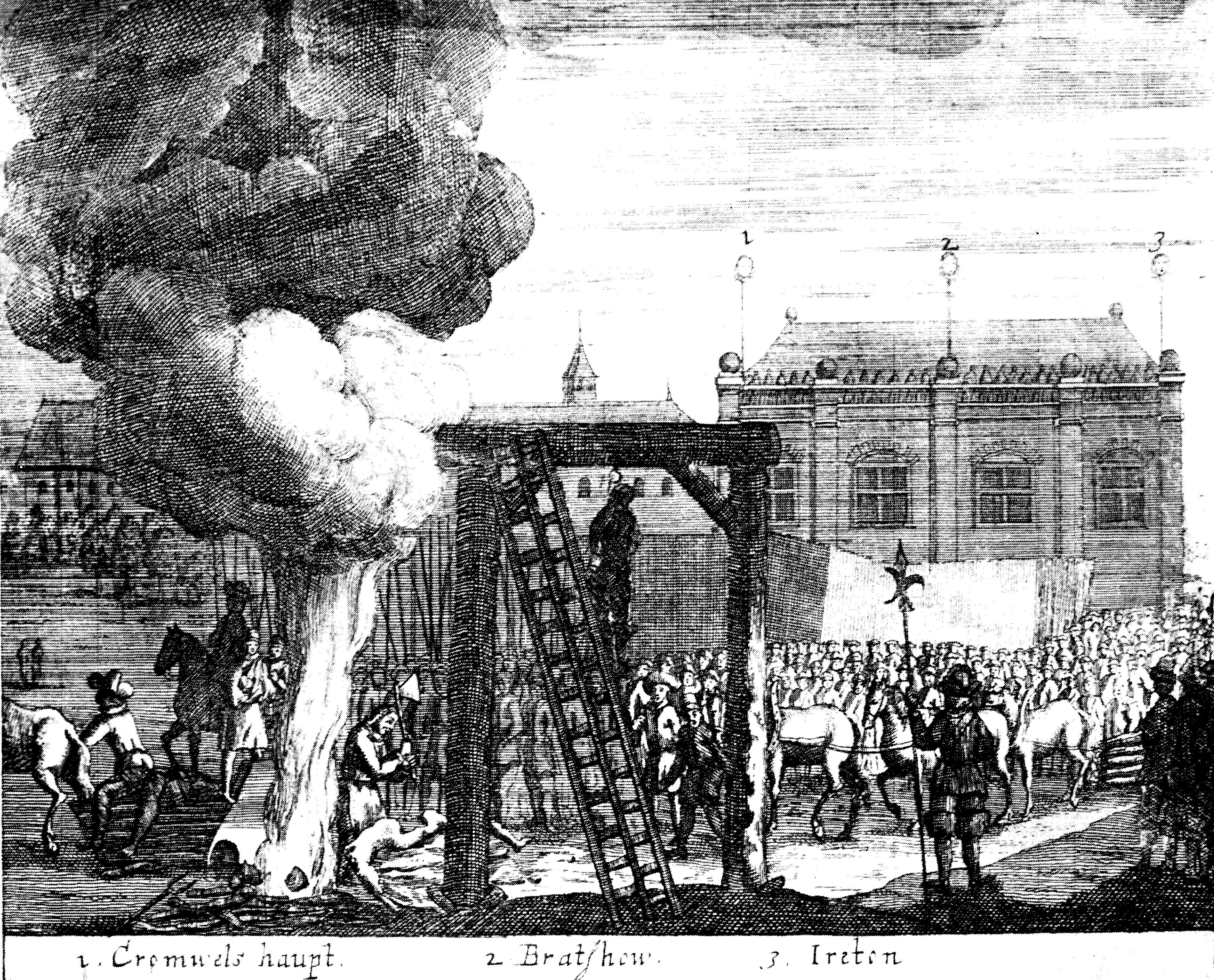
Scène contemporaine à l'extérieur du palais de Westminster, illustrant les têtes empalées après l'exécution de Cromwell, Bradshaw et Ireton à Tyburn.

### Du palais de Westminster à Du Puy
La tête de Cromwell demeura sur la pique au-dessus du palais de Westminster jusqu'à la fin des années 1680. Elle fut enlevée en 1681, le temps de travaux d'entretien, puis replacée. La position de la tête, par rapport à celles de Bradshaw et d'Ireton, fut sujette à discussion. Pearson et Morant ont soutenu, dans les années 1930, que sa position supposée (Cromwell à droite, Bradshaw au centre, Ireton à gauche) était contestable, comme ils l'ont démontré dans leur étude. Bien qu'ils aient continué à soutenir la thèse traditionnelle après analyse de dessins et poèmes contemporains, les circonstances dans lesquelles elle tomba entre les mains de collectionneurs privés sont prétendument reliées à une forte tempête, en 1689, qui brisa la pique et projeta la tête au sol. Une sentinelle en patrouille la ramassa et la camoufla sous son manteau avant de la cacher dans la cheminée de sa maison. La perte de la tête avait ému la population, au point que quantité de citoyens se mirent à sa recherche, espérant en tirer « la considérable récompense » promise à celui qui la restituerait aux autorités. La sentinelle, bien qu'elle eût vu « les affiches dans la ville ordonnant à celui qui la détenait de la remettre aux autorités… eut peur de divulguer son secret ». Cependant, des preuves de la dégringolade de la tête du haut du Palais ne furent retrouvées qu'en 1710, quand on la retrouva en possession de Claudius Du Puy, un Franco-suisse, collectionneur de curiosités, alors qu'elle était exposée dans son musée privé de Londres. D'après Fitzgibbons, le musée de Du Puy était internationalement connu et considéré comme l'une des principales attractions culturelles de la ville, attirant des visiteurs tel qu'un voyageur dénommé Zacharias Conrad von Uffenbach, qui ne fut pas impressionné par ce qu'il vit. Après avoir entendu Du Puy dire qu'il pourrait vendre la tête pour 60 guinées (environ 5 000 £), Uffenbach s'exclama, surpris, que cette « tête monstrueuse pouvait toujours s'avérer chère et utile aux Anglais ».

### Russell et Cox

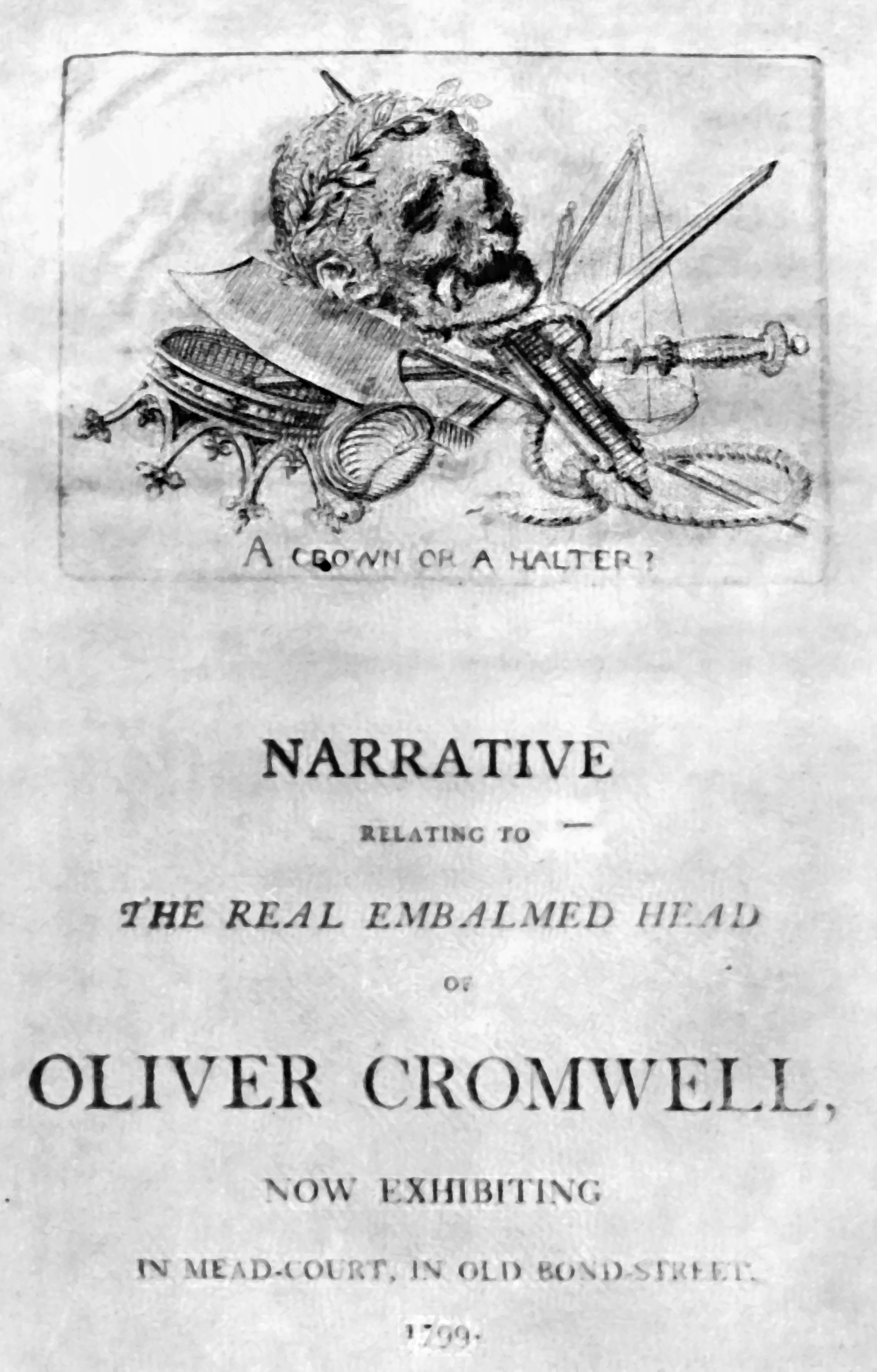
Publicité pour l'exposition des frères Hughes.

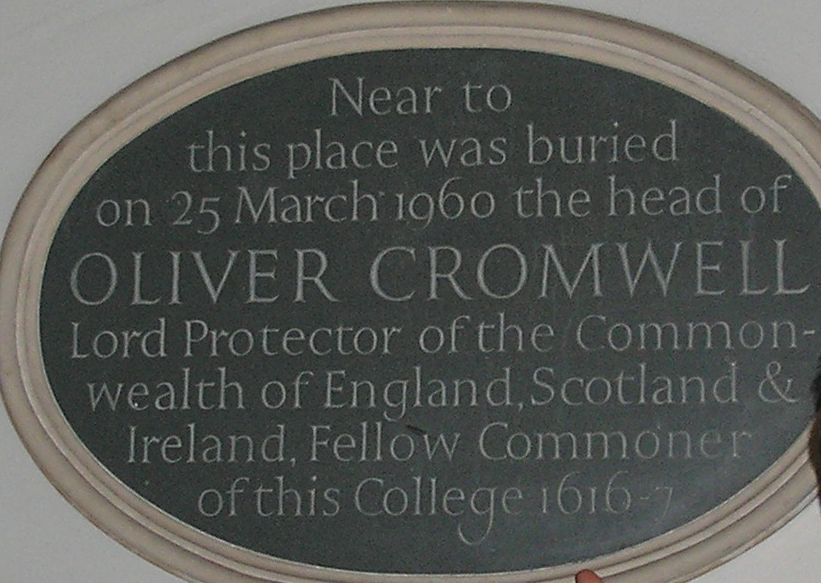
Plaque au Sidney Sussex College, Cambridge, commémorant l'enterrement de la tête de Cromwell en 1960.

À la mort de Du Puy en 1738, la tête perdit de son importance. En effet, quand elle était encore au sommet du palais de Westminster, au-dessus de l'horizon londonien, elle constituait encore un sinistre avertissement. Au XVIIIe siècle, elle devint une curiosité, une attraction, et ne transmettait plus son symbolique et sinistre message. Elle tomba dans l'oubli jusqu'à la fin du XVIIIe siècle, où elle se retrouva entre les mains d'un comédien raté et ivrogne, nommé Samuel Russell. Une rumeur circulait dans la ville disant qu'il était un descendant de Cromwell (ce qui était somme toute possible, les Cromwell s'étant mariés à des Russell un nombre incalculable de fois). Il est également plausible que la tête, après la mort de Du Puy, fut vendue à la famille Russell, ces derniers étant une cible facile pour une telle transaction. Cependant, elle fut repérée par le propriétaire d'un musée londonien, du nom de James Cox, qui était « convaincu par toutes les circonstances qu'il s'agissait là de la tête de Cromwell ». Cox offrit 100 £ (environ 5 600 £ actuelles) mais, « malgré sa pauvreté et son excessive dette, Russell refusa cette offre, confirmant l'authenticité de la tête, qui était bien une relique sacrée de son glorieux ancêtre ». Russell ne prit cependant pas soin de la tête. Lors de regroupements festifs et arrosés, il faisait passer la relique de table en table, entraînant ainsi des « dommages irréparables ». Russell devait aussi avoir des relations quelconques avec le Sidney Sussex College, puisqu'il voulut offrir la tête au doyen, qui la refusa. Cox, dans sa volonté d'obtenir la tête, retourna chez Russell et lui prêta, par versements réguliers de petites sommes, jusqu'à atteindre les 100 £ fatidiques. Russell, se retrouvant dans l'incapacité de rembourser ce prêt, fut donc obligé de la lui céder. Cependant Fitzgibbons, Pearson et Morant ont soutenu que la quête de Cox n'était motivée que par l'espoir d'en tirer un bon bénéfice. Au moment de cette acquisition, Cox, riche joaillier et ayant vendu son musée, ne l'avait pas achetée pour l'exposer.
Cox vendit la tête en 1799, pour 230 £ (près de 7 400 £ actuelles), à trois frères du nom de Hughes. Ayant pour projet, eux, de l'exposer sur Bond Street, les frères acquirent la tête pour l'adjoindre à un ensemble d'objets relatifs à Cromwell. Des milliers d'affiches furent imprimées pour l'évènement, mais l'exhibition fut gâchée par les doutes quant à l'origine de la tête. Les frères Hughes et leur publicitaire, John Cranch, interrogèrent Cox qui resta évasif. Les frères commencèrent alors à douter de l'authenticité de la tête. En effet, Cranch ne put trouver suffisamment d'informations sur sa provenance et improvisa une histoire. Selon lui, la tête des Hughes « présente bien des traces caractéristiques de la décapitation, de l'empalement et de l'embaumement ». Malgré le fait reconnu qu'Ireton ait été embaumé avant d'être décapité, l'argumentation de Cranch ne convainquit personne. L'exposition fut un échec. Non seulement le ticket d'entrée était onéreux (près de 5 £ actuelles), mais l'authenticité de la tête exposée était remise en question.

### XIXeetXXesiècles

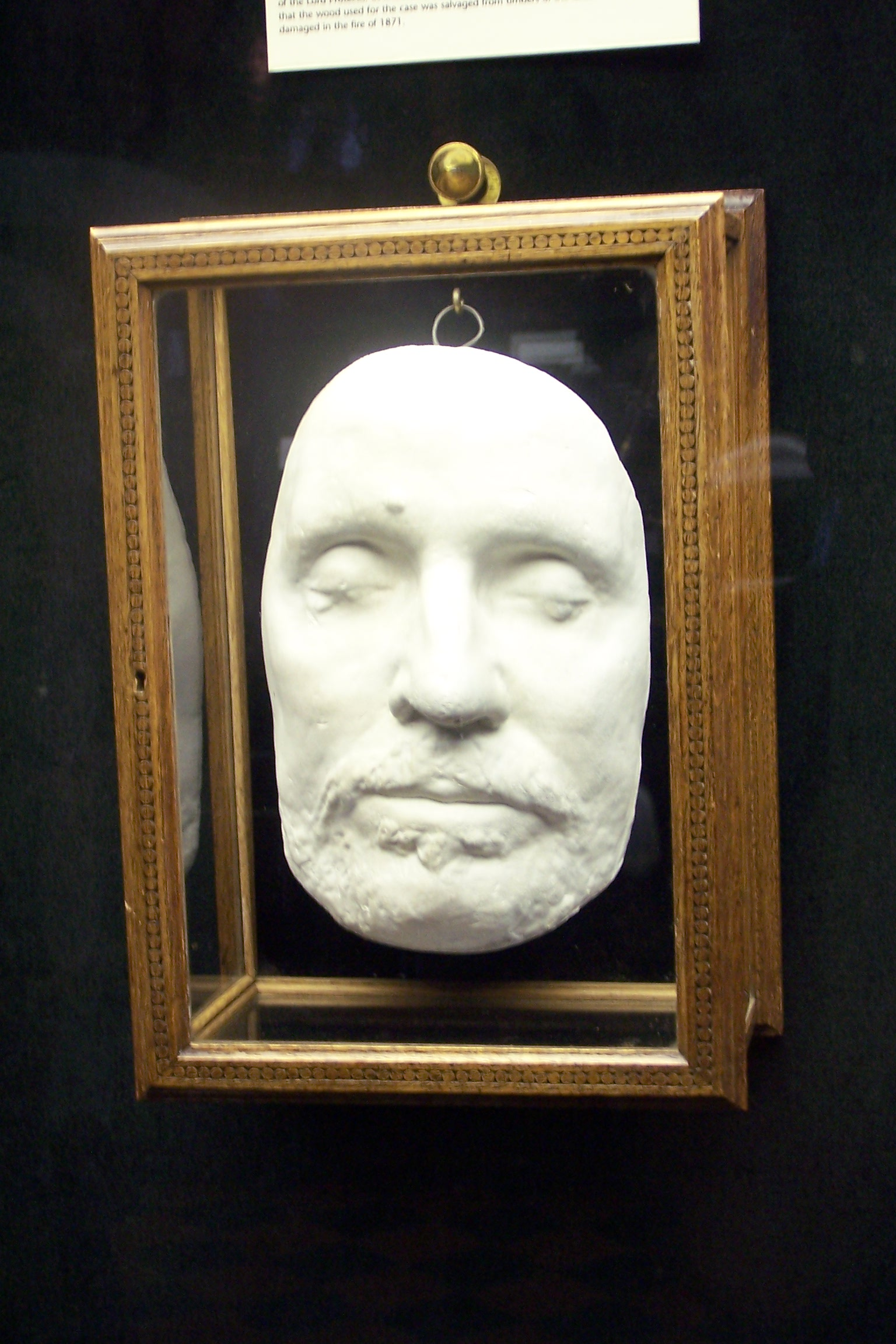
Masque mortuaire d'Oliver Cromwell exposé au château de Warwick.

Malgré l'échec de l'exposition des frères Hughes, une de leurs filles continua d'exhiber la tête à ceux qui souhaitaient l'apercevoir. Une offre fut faite à Sir Joseph Banks, mais ce dernier désira « être excusé de ne pas vouloir observer les restes d'un ancien et vil Républicain, mentionner ce nom lui faisant bouillir le sang d'indignation ». William Bullock, voulant acquérir la pièce, écrivit à Robert Jenkinson, qui formula un « puissant refus quant à l'exhibition de restes humains au sein d'un musée public fréquenté par des personnes de tous âges et sexes ». L'incapacité à vendre la tête à des musées publics poussa la fille Hughes à recourir à des acheteurs privés, collectionneurs avertis et, en 1815, elle fut vendue à Josiah Henry Wilkinson, dont la famille la conserva jusqu'à son enterrement. Maria Edgeworth, qui était conviée à un petit déjeuner en compagnie de Wilkinson en 1822, vit la tête et écrivit sa grande surprise d'avoir vu « la tête d'Oliver Cromwell, non pas une représentation, non pas un buste, rien qui fut en pierre, en marbre ou en plâtre de Paris, mais sa vraie tête ».
Coïncidant avec la publication de son ouvrage, Lettres et Discours d'Oliver Cromwell en 1845, Thomas Carlyle demanda à voir la tête. Cependant, bien qu'il ne la vît pas et se basant sur le témoignage d'un ami, il réfuta l'authenticité de la tête : « elle avait des cheveux, de la chair, une barbe, une affichette disant qu'elle fut achetée 100 £ (je repense au remboursement de la dette) il y a 50 ans… L'histoire dans son intégralité semble être fantaisiste, une chose même pas agréable à regarder, surtout pour une affaire telle celle d'Oliver. »
Fitzgibbons, Pearson et Morant se sont accordés sur le fait que la déclaration de Carlyle n'ait aucun fondement historique ou scientifique. Cependant, Carlyle concéda que la tête était « celle d'un homme distingué décapité », le seul autre homme distingué ayant été décapité de la sorte durant ces 200 dernières années étant Henry Ireton. George Rolleston examina un autre crâne — dit le crâne Ashmoléen — après qu'on prétendit qu'il s'agissait de la tête de Cromwell, mais ne fut pas convaincu par l'histoire du crâne, et rendit visite à Wilkinson afin d'examiner la tête. Après examen, il affirma que le crâne Ashmoléen était faux, et que celui qui était en possession de Wilkinson était bel et bien celui de Cromwell.
Un autre examen intégral datant de 1911 a prouvé que le crâne Ashmoléen était faux. Cependant, l'absence de toute preuve concernant les différents endroits où la tête fut exposée entre 1684 et 1787 les a empêchés de déclarer que la tête est authentique. Ils ont conclu que leur étude ne leur a pas permis de confirmer ni de réfuter l'authenticité de la tête. L'incertitude a exacerbé les demandes publiques d'analyses scientifiques intégrales de la tête et Wilkinson a accordé, à contre-cœur, le droit au spécialiste en eugénisme Karl Pearson et à l'anthropologue Geoffrey Morant de l'examiner. Leur rapport de 109 pages établit l'existence d'une « certitude morale » quant à l'authenticité de la tête de Wilkinson. Horace Wilkinson est décédé en 1957, confiant la tête à son fils, également appelé Horace. Cependant, Horace Wilkinson a préféré organiser des funérailles pour la tête, plutôt que de l'exposer dans un musée. Il a alors contacté le Sidney Sussex College, où est enterrée la tête depuis le 25 mars 1960, à un endroit secret près de l'absidiole, préservée dans un coffre en bois de chêne qui date de 1815 quand la tête devint propriété de la famille Wilkinson. L'enterrement s'est fait en secret, en comité restreint : les Wilkinson et quelques représentants de l'université. Il a été rendu public en octobre 1962, deux ans plus tard.

## Authenticité

### Corps
L'authenticité de la tête a longtemps été sujette à débats et a donné lieu à nombre d'analyses scientifiques. La plus remarquable et détaillée est celle de Karl Pearson et Geoffrey Morant, dans les années 1930, qui affirme que la tête en possession des Wilkinson est bien celle de Cromwell. Cependant, des rumeurs et des théories conspirationnistes sont nées depuis la chute de la tête de Cromwell du palais de Westminster.
D'après Fitzgibbons, les rumeurs concernant le corps de Cromwell après sa mort ne sont que « légendes issues d'imaginations hyper-actives ». Une légende prétend que la dépouille fut escortée secrètement jusqu'à Naseby, l'endroit de « sa plus grande victoire », pour un enterrement nocturne. Le terrain fut alors égalisé afin de camoufler les marques de l'enterrement. Une autre légende, rédigée dans les années 1730 par un certain John Oldmixon, prétend qu'une « noble dame fiable qui assista à l'agonie de Cromwell » vit le cercueil jeté dans la Tamise, à son niveau le plus profond et, ce, le soir suivant la mort de Cromwell. Craignant les royalistes, « on débattit de la façon dont le corps sera mis en sécurité. Ils ne pouvaient le présenter au cours d'une cérémonie funèbre publique… et pour éviter qu'il ne tombe aux mains de barbares, il fut décidé qu'on allait l'envelopper de draps lestés de plomb, de le mettre dans une barque sur la Tamise et ensuite le faire couler au point le plus profond du fleuve, ce qui a été effectué la nuit suivant la mort de Cromwell ». En 1664, Samuel Pepys écrivit une histoire qu'il avait entendue disant que Cromwell, de son vivant, aurait interverti plusieurs dépouilles de monarques, semant ainsi le doute sur les propriétaires des têtes. Fitzgibbons a relevé l'ironie d'une telle situation, la cérémonie funèbre donnée à Londres ayant alors eu pour objet la dépouille d'un roi. Une autre histoire raconte que le corps de Cromwell fut substitué à celui de Charles Ier, ajoutant encore plus d'ironie aux évènements du 30 janvier 1649. Cependant il a été démontré que cette histoire est fausse : la tombe de Charles Ier a été ouverte en 1813, révélant que ses restes, ainsi que la trace de décapitation, n'ont pas bougé depuis 1649.
Fitzgibbons rajoute aussi qu'il n'est pas impossible que le corps de Cromwell ait été déplacé avant l'exécution posthume. Une théorie avance que le sergent Norfolke, qui était chargé d'exhumer les corps, trouva les tombes de Cromwell et d'Ireton vides, obligeant le gouvernement à ouvrir deux autres tombes. Cela a été mis en évidence par le fait que le corps de Bradshaw arriva un jour plus tard à l'auberge du Lion Rouge de Holborn, la rumeur disant qu'il fut le seul corps authentique à avoir été pendu à Tyburn. Une autre possibilité est que des amis de Cromwell aient corrompu les gardes chargés de surveiller la tombe de Cromwell, « l'enterrant secrètement dans un enclos près de Holborn », pour que, quand les corps furent traînés au gibet, celui de Cromwell soit déjà à l'abri. Cependant les visages des pendus étaient clairement visibles, malgré des altérations et, comme aucun témoin n'a remis en cause leur authenticité, il n'y a aucune preuve d'un tel fait.

### Tête
L'authenticité de la tête en elle-même a été remise en cause à plusieurs reprises. L'échec des frères Hughes dans leur tentative d'invention d'une histoire crédible explique en grande partie l'échec de leur exposition. La découverte du crâne Ashmoléen, présenté comme étant celui de Cromwell, fut la première déclaration contraire (on avait deux têtes à présent), mais les évènements n'aidèrent pas à en confirmer l'authenticité.
L'histoire retient que :
« En 1672, le crâne d'Oliver fut emporté par le vent du côté nord du Hall de Westminster et est tombée dans les fossés puis emportée par M. John Moore… Peu de temps après, il le donna à Mr. Warner, un apothicaire de King Street à Westminster. Mr. Warner le vendit pour 20 pièces d'or à Humphrey Dove… Le crâne fut récupéré dans le coffre de Dove, à sa mort, en 1687 ».
Cependant, la tête fut manifestement vue en 1684 sur le toit du palais de Westminster et était posée sur l'aile sud du hall. Des travaux archéologiques ont remis également en cause son authenticité : le crâne a été percé d'en haut et non d'en bas, et il n'y a aucune trace de peau ou de cheveux prouvant qu'il a été embaumé.